# ستانلي شاشتر
كان ستانلي شاشتر (بالإنجليزية: Stanley Schachter) (15 أبريل 1922 - 7 يونيو 1997) عالمًا نفسانيًا أمريكيا.
يعد شاشتر مبتكر نظرية الانفعالات ثنائية العوامل. وقد ذكر فيها أن الانفعالات لها مكونان رئيسيان، وهما: الدافع الفسيولوجي والحالة المعرفية. فممارسة الشخص لانفعال بعينه ينبع من الإدراك الفكري لاستثارة الجسد البدنية.

## خلفية عن سيرته الذاتية
ولد شاشتر في فلاشنج، نيويورك لأبوين هما ناثان (Nathan) وأنا شاشتر (Anna Schachter). كان أبواه من اليهود الرومان، حيث كان والده ينتمي إلى بلدة فاسيلاو في بوكوفينا بينما تنتمي أمه إلى بلدة رادوتشي. درس شاشتر في البداية تاريخ الأدب في جامعة ييل ثم حصل على شهادة الماجستير في علم النفس حيث تأثر بالعالم النفساني كلارك هل (Clark Hull).
كان ستانلي شاشتر شديد الشغف بموضوع السلوك الاجتماعي للإنسان. وفي أثناء حياته المهنية، درس شاشتر موضوعات إساءة تقييم الاستثارة الانفعالية، وأسباب الإفراط في تناول الطعام والسمنة المفرطة، والأساس الفسيولوجي لإدمان النيكوتين، فضلاً عن جذور البخل في النفس البشرية. وفي كل المجالات التي يتطرق إليها، يمد شاشتر القارئ بتجارب مبتكرة ومثيرة للفكر.
في عام 1946، توجه شاشتر إلى معهد ماساتشوستس للتقنية (MIT) للعمل مع خبير علم النفس الاجتماعي الألمانيكيرت ليوين (Kurt Lewin)، في مركز الأبحاث الخاص به حول الديناميكيات الجماعية، لدراسة الموضوعات الاجتماعية. توفي ليوين في عام 1947، وانتقل مركز الأبحاث إلى جامعة ميتشيجان حيث أصبح جزءًا من معهد البحوث الاجتماعية. وهذا هو المكان الذي حصل فيه شاشتر على الدكتوراه في عام 1949، حيث أشرف الأستاذ ليون فيستنجر (Leon Festinger) على أطروحته. ثم اشترك مع هنري ريكين (Henry Riecken) في تأليف كتاب عندما تفشل النبوءة (When Prophecy Fails) (عام 1956)، والذي يصف ما حدث لمن باءت نبوءتهم بنهاية العالم بحلول الألفية الثالثة بالفشل.
التحق بعد ذلك بكلية جامعة كولومبيا (نيويورك) كأستاذ لعلم النفس في عام 1961. وتم ترشيحه من قبل روبرت جونستون نيفن (Robert Johnston Niven) أستاذ علم النفس الاجتماعي في 1966 واعتزل في عام 1992 بعد ترشيحه لمناصب فخرية.
قامت زوجته صوفيا داكوورث (Sophia Duckworth) بتخليد ذكراه. وولد ابنهما الوحيد إيليا (Elijah) في عام 1969.
توفي شاشتر في 7 يونيو 1997 في منزله في إيست هامبتون، نيويورك. وتم الاحتفاظ بأوراقه البحثية في مكتبة بينتلي التاريخية التابعة لجامعة ميتشجان.

## المطبوعات

### الكتب
- شاشتر (1950) مع ليون فيستنجر وكي باك (K. Back)الضغوط الاجتماعية في المجموعات غير الرسمية (Social Pressures in Informal Groups). نيويورك: هاربرز.
- شاشتر (1956) مع ليون فيستنجر وإتش ريكين.عندما تفشل النبوءة (When Prophecy Fails). مينيابوليس: مطبعة جامعة مينيسوتا.
- شاشتر (1959) سيكولوجية الاندماج (The Psychology of Affiliation). ستانفورد: مطبعة جامعة ستانفورد.
- شاشتر (1971). العاطفة والسمنة والجريمة (Emotion, Obesity and Crime). نيويورك: إصدار أكاديمي.
- شاشتر وجوديث رودين (1974). السمنة لدى البشر والفئران (Obese Humans and Rats). هيلسديل إن جي (Hillsdale, N.J.): إرلباوم (Erlbaum).

## فصول من الكتب
- شاشتر (1964) التفاعل بيت المحددات المعرفية والفسيولوجية للحالة الانفعالية (The interaction of cognitive and physiological determinants of emotional state). من كتاب تطورات علم النفس الاجتماعي التجريبي (Advances in Experimental Social Psychology)، طبعة إل *بيركوفيتش (Berkowitz), ص 49–79. نيويورك: المطبعة الأكاديمية.
- شاشتر و بيب لاتاني (1964). الجريمة والمعرفة والجهاز العصبي التلقائي (Crime, cognition and the autonomic nervous system) في منتدى نبراسكا حول الدافعية (In Nebraska Symposium on Motivation)، طبعة دي ليفاين (D. Levine), ص. 221–73. لنكولن: مطبعة جامعة نبراسكا.
- شاشتر (1980). التفسيرات غير النفسية للسلوك (Nonpsychological explanations of behavior) نظرة على علم النفس الاجتماعي (In Retrospective on Social Psychology) طبعة إل فستنجر ص. 131-57. نيويورك: مطبعة جامعة أكسفورد.

### الأوراق البحثية
- شاشتر (1951)، الانحراف والاعتراض والتواصل (Deviation, rejection and communication). علم النفس الاجتماعي غير السوي (J. Abnorm. Soc. Psychol.) 46:190-207.
- شاشتر (1962) مع جي سنجر (J. Singer.)، المحددات المعرفية والاجتماعية والفسيولوجية للحالة الانفعالية (Cognitive, social and physiological determinants of emotional state). Psychol. مراجعة. 69:379-99.
- شاشتر (1963) ترتيب المواليد، والتفوق والتعليم الجامعي (Birth order, eminence and higher education.). مراجعة اجتماعية أمريكية (Am. Sociol. Rev.) 28:757-68.
- شاشتر (1968). السِمنة وعادات الطعام (Obesity and eating). العلم Science) 161:751-56).
- شاشتر (1971). بعض الحقائق الاستثنائية عن السِمنة لدى البشر والفئران (Some extraordinary facts about obese humans and rats) علم النفس الأمريكي Am. Psychol. 26:129-44.
- شاشتر (1977). تنظيم النيكوتين لدى المدخنين بشراهة والمدخنين العابرين (Nicotine regulation in heavy and light smokers). جي. علم النفس التجريبي (J. Exp. Psychol) 106:5-12.
- شاشتر (1978). المحددات المتعلقة بعلم العقاقير والمحددات النفسية لتدخين التبغ (Pharmacological and psychological determinants of cigarette smoking) آن. الطبية الدولية (Intern. Med). 88:104-14.
- شاشتر (1982). الانتكاس والمعالجة الذاتية للإقلاع عن التدخين والسِمنة (Recidivism and self-cure of smoking and obesity) علم النفس الأمريكية (Am. Psychol) 37:436-44.
- شاشتر (1991) مع نيكولاس كريستنفيلد، بي رافينا (B. Ravina)، وإف آر بيلوس (F. R. Bilous). صعوبات الكلام والهيكل المعرفي (Speech disfluency and the structure of knowledge). جي بيرس (J. Pers)، علم النفس الاجتماعي Soc. Psychol.) 60:362-67)

## سير ذاتية وترجمات وكتب تذكارية
- جرونبرج إن إي (Grunberg, N. E)ريتشارد إي نيسبت، جوديث رودين، وسنجر جي إي (1987). منهج متميز للتعامل مع أبحاث علم النفس (A Distinctive Approach to Psychological Research): تأثير ستانلي شاشتر (The Influence of Stanley Schachter). هيلسديل إن جي (Hillsdale, N.J): زملاء لورنس إرلباوم )Lawrence Erlbaum Associates) "A+Distinctive+Approach+to+Psychological+Research"&source=bl&ots=GZcO0Kt12l&sig=msKW9iAdphpSEGhnAHMeyu9xI80&hl=de&ei=sp4oTKfBPIveOIH9ga0C&sa=X&oi=book_result&ct=result&resnum=1&ved=0CBYQ6AEwAA#v=onepage&q&f=false google books
- جي ليندزي G. Lindzey (طبعة) تاريخ علم النفس من خلال السير الذاتية، المجلد الثامن A History of Psychology in Autobiography, Vol. VIII (1989). ستانفورد: مطبعة جامعة ستانفورد.

## الحواشي
1. ↑  Czech National Name Authority Database as Linked Data (بالإنجليزية والتشيكية), QID:Q106982540
2. ↑   https://www.psychologicalscience.org/members/awards-and-honors/fellow-award/recipent-past-award-winners. {{استشهاد ويب}}: |url= بحاجة لعنوان (مساعدة) والوسيط |title= غير موجود أو فارغ (من ويكي بيانات) (مساعدة)
3. ↑   https://www.apa.org/about/awards/scientific-contributions?tab=3. {{استشهاد ويب}}: |url= بحاجة لعنوان (مساعدة) والوسيط |title= غير موجود أو فارغ (من ويكي بيانات) (مساعدة)
4. ↑  Gardner Lindzey (1989), "A History of Psychology in Autobiography, Volume VIII", Stanford University Press. (Page 449)

## وصلات خارجية
- Stanley Schachter Dies at 75; Psychologist of the Mundane, June 11, 1997
- Behavior: The Chemistry of Smoking, Monday, February 21, 1977
- Stanley Schachter, Psychologist, 75 Schachter, Columbia University Record By Bob Nelson نسخة محفوظة 8 نوفمبر 2015 على موقع واي باك مشين.